# Mortal Kombat (1992)
Mortal Kombat was het eerste computerspel uit de controversiële Mortal Kombat-reeks van Midway. Het spel kwam uit in 1992 en was destijds controversieel door de bloedige en gewelddadige manier van doden van de tegenstander. Het spel gaat over het eerste Mortal Kombat-toernooi en het verslaan van de slechte Shang Tsung met het personage dat men speelt.

## De Zeven Rijken
Mortal Kombat speelt zich af in "een andere wereld" die bestaat uit 7 rijken, opgericht door de Oude Goden:
1. Earthrealm: Woonplaats van onder andere Johnny Cage, Sonya Blade, Liu Kang en Jax. Het rijk wordt beschermd door hun onweersgod Raiden.
2. Netherrealm: Een rijk diep onder de Aarde waar omwille van de ondraaglijke hitte enkel demonen en schimmige krijgers kunnen overleven. Hier woont ook Scorpion.
3. Outworld: In dit rijk is een constante strijd over wie de keizer is. Shao Kahn beschouwt zichzelf als keizer.
4. Seido: Een rijk waar de inwoners volgens een goede structuur en orderegeling leven.
5. Chaos: Dit is het tegenovergestelde van Seido. De inwoners leven niet volgens de wetgeving, er is constant tumult en veranderingen worden aanbeden.
6. Edenia: Een rijk met een mooie natuur en hoge levensverwachtingen.
7. Zaterra: Het rijk waaruit Reptile afkomstig van is.

De Oude Goden zijn ooit overeengekomen dat inwoners van het ene rijk een ander rijk pas mogen betreden/indringen/aanvallen nadat ze tien opeenvolgende keren hebben gewonnen in de Mortal Kombat-toernooien.

## Verhaal
500 jaar geleden werd het jaarlijkse Shaolin Toernooi onderbroken door de komst van de oude tovenaar Shang Tsung en een wezen met vier armen. Het wezen deed mee aan het toernooi en versloeg koning Kung Lao. Deze Shokan-krijger was Goro, lid van een ras dat vier armen heeft en alleen krijgers telt, zowel mannelijke als vrouwelijke. Goro werd hierna gedurende 500 jaar de ultieme vechtkampioen. Dit alles was deel van een plan van Shang Tsung, want als Outworld tien keer op een rij Mortal Kombat won, dan werden de poorten voor Outworld naar Earthrealm (de Aarde) geopend en kon de keizer van Outworld, Shao Kahn, het veroveren.
Liu Kang ging meedoen aan het toernooi om de balans te herstellen, want Outworld had al negen keer gewonnen en dit zou dus de tiende keer worden. Johnny Cage, een krijger en filmster, werd dankzij Shang Tsung in vermomming verleid om mee te doen met Mortal Kombat. Lin Kuei-krijger Sub-Zero werd ook een deelnemer, nadat hij was uitgenodigd door Shang Tsung. Hij werd echter gehypnotiseerd door de slechte tovenaar en ging meevechten met Shang Tsung. De levende dode ninja Scorpion deed ook mee, zodat hij Sub-Zero kon vermoorden, want hij dacht dat Sub-Zero verantwoordelijk was voor zijn dood. Raiden, de God van donder, werd door Shang Tsung persoonlijk gevraagd. Raiden reageerde negatief, maar ging wel mee om de strijders van Earthrealm raad en wijsheid te geven.
Kano, de belangrijkste dief van de Black Dragon-clan, werd achtervolgd door Sonya Blade. Blade werkt voor het Amerikaans leger en is hoofd van de dienst "Outer World Investigation Agency" (vrij vertaald: Onderzoeksbureau van andere werelden). Kano kwam uiteindelijk terecht in de boot richting het toernooi, waar hij Shang Tsungs paleis wilde uitbuiten (volgens geruchten zijn de muren gemaakt van goud). Kano had Sonya's partner gedood en zij was uit op wraak. Ze ging samen met Jax op zoek naar Kano, maar alleen Sonya kon hem achtervolgen. Shang Tsung had Kano de opdracht gegeven om Sonya aan boord te krijgen, dus vluchtte hij de boot op. Sonya volgde hem de boot op, die vervolgens snel vertrok. Kano verborg zich, Sonya kon niet meer terug naar het vasteland en dus niks anders doen dan deel te nemen aan het toernooi. Eenmaal aangekomen op het eiland waar Mortal Kombat plaatsvindt, ontmoeten de strijders van Earthrealm de beeldschone prinses Kitana, wier volk en ouders gedood waren door de keizer, die onder de indruk was van haar schoonheid en kracht. Shao Kahn adopteerde haar en veranderde de eens zo mooie 'Outworld' tot een verdorde heidense plek waar hij heerste. Shao Kahn had het ook al een paar keer gemunt op 'Netherrealm', een wereld vol demonen, maar deze kon hij niet veroveren.

## Personages

### Speelbaar vanaf het begin
- Liu Kang
- Johnny Cage
- Sub-Zero
- Scorpion
- Raiden
- Sonya Blade
- Kano

### Bazen
- Shang Tsung
- Goro

### Geheime personage
- Reptile

## Arena's
- The Courtyard
- Palace Gates
- Warrior Shrine
- The Pit
- Throne Room
- Goro's Lair
- Bottom of The Pit

## Filmversie
In 1995 bracht filmproducent Treshold Entertainment een gelijknamige film uit die gebaseerd was op dit spel. Regie was in handen van Paul W.S. Anderson. Enkele acteurs uit de film: Cary-Hiroyuki Tagawa (Shang Tsung), Kevin Michael Richardson (stemacteur voor digitaal personage Goro), Linden Ashby (Johnny Cage), Robin Shou (Liu-Kang) en François Petit (Sub-Zero). De plot van de film komt grotendeels overeen met wat hierboven beschreven staat. Liefhebbers van het spel vonden de film over het algemeen zeer goed, maar anderen vonden het eerder een actiefilm met een zwakke goed-versus-slecht-plot en simpele dialogen.

## Platforms
| Jaar | Platform                                                                                 |
| ---- | ---------------------------------------------------------------------------------------- |
| 1992 | Arcade                                                                                   |
| 1993 | Amiga, DOS, Game Boy, Game Gear, Mega-CD, SEGA Master System, SNES, Sega Mega Drive, 3do |
| 2011 | PlayStation 3, Xbox 360                                                                  |

## Ontvangst
| Beoordeeld door                        | Jaar | Platform           | Score |
| -------------------------------------- | ---- | ------------------ | ----- |
| Defunct Games                          | 2011 | Xbox 360           | 100%  |
| Defunct Games                          | 2011 | PlayStation 3      | 100%  |
| PC Games (Duitsland)                   | 1993 | DOS                | 93%   |
| Nintendo Magazine System UK            | 1993 | SNES               | 92%   |
| games.mail.ru                          | 2011 | PlayStation 3      | 90%   |
| We Got This Covered                    | 2011 | PlayStation 3      | 90%   |
| GamingBolt                             | 2011 | Xbox 360           | 90%   |
| OMGN: Online Multiplayer Games Network | 2011 | Xbox 360           | 87%   |
| Jeuxvideo.com                          | 2011 | Xbox 360           | 85%   |
| Mega Fun                               | 1993 | Genesis            | 85%   |
| ASM (Aktueller Software Markt)         | 1993 | Genesis            | 83%   |
| Xbox Mag                               | 2011 | Xbox 360           | 80%   |
| MAN!AC                                 | 2011 | PlayStation 3      | 77%   |
| Game Players                           | 1994 | Mega-CD            | 72%   |
| Gamekult                               | 2011 | PlayStation 3      | 70%   |
| Mega Fun                               | 1993 | SEGA Master System | 68%   |
| Games Master                           | 1993 | Game Boy           | 55%   |
| 1UP!                                   | 2008 | SNES               | 53%   |
| The Video Game Critic                  | 2000 | SNES               | 50%   |
| GamePro (US)                           | 1994 | Mega-CD            | 20%   |

## Trivia
- Het spel is opgenomen in het boek 1001 Video Games You Must Play Before You Die van Tony Mott.